# Eternal (film, 2004)
Pour les articles homonymes, voir Eternal.
Pour plus de détails, voir Fiche technique et Distribution.
Eternal est un film canadien réalisé par Wilhelm Liebenberg et Federico Sánchez, sorti en 2004.

## Synopsis
Raymond Pope, un détective dont la moralité laisse à désirer, part à la recherche de sa femme qui a mystérieusement disparu. Plus l'enquête  le mène à une autre femme, Élizabeth Kane, une jeune femme blonde qui se donne des airs d'aristocrate. Avec l'aide d'Irina, sa protégée, Élizabeth, comme la comtesse Elizabeth Bathory, attire des jeunes femmes afin de les tuer pour se baigner dans leur sang dans le but de préserver sa jeunesse. Au fil de l'histoire, des indices sont dispersés sur la véritable identité d'Elizabeth Kane qui serait en réalité la comtesse Erzsébet Bathory, âgée de plus de 400 ans. Survivant grâce au sang de ses victimes, la comtesse continue ses crimes afin de vivre et de rester jeune éternellement.

## Fiche technique
- Titre : Eternal
- Titre québécois : Éternelle
- Réalisation : Wilhelm Liebenberg et Federico Sánchez
- Scénario : Wilhelm Liebenberg et Federico Sánchez
- Production : Tommaso Calevi, Wilhelm Liebenberg, Bruce Robertson et Federico Sánchez
- Société de production : TVA Films
- Musique : Mysterious Art
- Photographie : Jamie Thompson
- Montage : Isabelle Levesque
- Décors : Perri Gorrara
- Costumes : Claire Nadon et Stefania Svizzeretto
- Pays d'origine : Canada
- Format : Couleurs - 1,85:1 - Dolby Digital - 35 mm
- Genre : Horreur, thriller
- Durée : 107 minutes
- Dates de sortie : 24 septembre 2004 (Canada), 6 mars 2007 (sortie vidéo France)

## Distribution
- Conrad Pla (en) : Raymond Pope
- Caroline Néron : Elizabeth Kane
- Victoria Sánchez : Irina
- Sarah Manninen : Wildcat
- Ilona Elkin : Nancy
- John Dunn-Hill : l'inspecteur Thurzo
- Nick Baillie : Cusack
- Arthur Holden : Mr. Renaud
- Kathleen Munroe : Connie
- Romano Orzari : le détective Angie Manning
- Yves Corbeil : le capitaine Gérard
- Liane Balaban : Lisa
- Luke Bélanger : le jeune policier français
- Joey Pla : Nathan
- James A. Woods : Tom

## Autour du film
- Le tournage s'est déroulé à Montréal au Canada, ainsi qu'à Rome, Venise et la région d'Ombrie en Italie. Certaines scènes ont d'ailleurs été tournées sur le terrain d'un château caché dans la forêt, mais visible et accessible à partie de la rue Angus dans le quartier à Senneville, à l'ouest de l'île de Montréal.
- L'actrice Victoria Sánchez, qui interprète ici le rôle d'Irina, est la sœur du réalisateur et scénariste Federico Sánchez[1].